# 213. Infanterie-Division
La 213. Infanterie-Division è stata una grande unità in forza all'Esercito tedesco nel corso della seconda guerra mondiale. Partecipò alle campagne di Polonia e di Francia, prima di essere convertita in divisione di presidio nel 1941, prima dell'operazione Barbarossa: ridenominata "213. Sicherungs-Division", l'unità si macchiò di numerose atrocità sul fronte orientale in azioni di controguerriglia, rappresaglia e saccheggio fino al suo scioglimento nel 1944.

## Costituzione
La 213. Infanterie-Division fu costituita il 26 agosto 1939 come parte della terza onadata, o Aufstellungswelle. Gli addestramenti vennero fatti nell'8°distretto militare (Slesia) e inizialmente era composto dal Reggimento di artiglieria 213 oltre che dai reggimenti di Fanteria 318, 354 e 406. Le sue reclute provenivano dalla zona di Breslavia e il suo primo comandante fu René de l'Homme de Courbiere.

## Storia operativa

### Campagna di Polonia
Durante la Campagna di Polonia, la divisione prestò servizio nelle riserve del Gruppo d'Armate Sud, comandato dal Generale Gerd von Rundstedt. Non avendo svolto un ruolo significativo nella Campagna di Polonia, venne assegnata al XXIII Corpo d'armata.

### Campagna di Francia
Nel giugno 1940, la 213. Division fu assegnata alla 7ª Armata nell'alto Reno, anche se non entrò mai in azione durante la Campagna di Francia. Nel luglio del 1940, fu mandata in congedo nel suo distretto militare di origine. A partire da marzo 1941, non venendo riammessa come divisione di fanteria, venne riformata nelle Divisioni di Sicurezza 213, 286 e 403.

### Conversione e schieramento in URSS
La 213. Sicherungs-Division fu costituita il 15 marzo 1941 nell'area di Neuhammer, prima dell'operazione Barbarossa. Il 18 agosto 1942, Courbiere fu sostituito come comandante della divisione da Alexander Goeschen, che ne mantenne il comando fino allo scioglimento. La divisione operava nelle regioni del Reichskommissariat Ukraine e della Russia meridionale dietro le linee del fronte del Gruppo d'Armate Sud.
I compiti della divisione includevano la sicurezza delle comunicazioni e delle linee di rifornimento, lo sfruttamento economico e la lotta contro i partigiani nelle retrovie della Wehrmacht. Insieme ad altre forze di sicurezza e di polizia nei territori occupati, la divisione avrebbe partecipato a crimini di guerra contro i prigionieri di guerra e la popolazione civile.
La divisione era subordinata a Karl von Roques, comandante del Gruppo d'armate di retroguardia sulla porzione meridionale del fronte, in coordinamento con Friedrich Jeckeln, Comandante delle SS e della Polizia dell Gruppo d'armate Sud.